# Igor Peremota
Igor Viktorovich Peremota (en russe : Игорь Викторович Перемота ; né le 14 janvier 1981) est un athlète russe spécialiste du 110 mètres haies. 

## Carrière

### Palmarès
| Date | Compétition                | Lieu     | Résultat | Performance |
| ---- | -------------------------- | -------- | -------- | ----------- |
| 2003 | Universiade                | Daegu    | 2e       | 13 s 75     |
| 2006 | Championnats d'Europe      | Göteborg | 4e       | 13 s 55     |
| 2006 | Coupe du monde des nations | Athènes  | 6e       | 13 s 57     |

### Records
| Épreuve               | Performance | Lieu   | Date            |
| --------------------- | ----------- | ------ | --------------- |
| 60 m haies (en salle) | 7 s 56      | Moscou | 25 janvier 2006 |
| 110 mètres haies      | 13 s 37     | Toula  | 13 juin 2006    |